# Струговая установка
Струговая установка — выемочная машина, позволяющая механизировать выемку пластов, которых невозможно охватить узкозахватными комбайнами, повысить технику безопасности и эффективность работы очистных забоев.

## Характеристики
- способность разрушать резанием крепкие угли
- возможность устранении или уменьшения размеров ниш
- легкость регулировки струга относительно кровли и почвы пласта
- компактность приводов
- долговечность работы струга, конвейера, рештачного става
- высокие показатели надежности

## Применение
- механизация выемки угля
- обойка породы
- отгрузка породы

## Рабочие инструменты
- струговый исполнительный орган с вынесенной цепной системой подачи
- забойный скребковый конвейер
- гидродомкрат передвижения
- гидрофицированные столы
- электрооборудование
- средства управления
- средства автоматизации
- средства сигнализации
- средства освещения
- автоматизированная система орошения

## Классификация
- струговые установки с исполнительным органом, опирающимся на почву пласта и расположением тяговых цепей струга у стругового конвейера со стороны выработанного пространства (СО)
- струговые установки с исполнительным органом, перемещающимся по специально закрепленной на струговом конвейере направляющей, без опоры на почву пласта, с расположением тяговых цепей у забоя (СН)